# Росяк, Александра
Александра Росяк (пол. Aleksandra Rosiak; род. 7 июля 1997, Любин, Нижнесилезское воеводство) — польская гандболистка, левый защитник клуба «МКС Люблин» и сборной Польши.

## Биография

### В клубе
Александра Росяк играла за «СМС Полок» в Польше до 2016 года, после чего подписала контракт с «МКС Люблин». С этой командой она несколько раз выигрывала чемпионат Польши, а также Кубок вызова ЕГФ в 2018 году.
В 2021 году Александра поехала во Францию играть в «Безансоне». Проведя один сезон, она переехала в Словению в 2022 году, присоединившись к «РК Крим». С «Кримом» она смогла выиграть чемпионат Словении в 2022, 2023 и 2024 годах, а также Кубок в 2022 и 2023 годах. Летом 2024 года она вернулась в «МКС Люблин».

### Карьера в сборной
Вызывалась в состав сборной Польши на чемпионат Европы 2018 и 2020 годов. Вместе со сборной заняла 15-е место на чемпионате мира 2021 года, забив 22 гола в 6 матчах. На чемпионате Европы 2022 года заняла 13-е место в составе сборной Польши. На чемпионате мира 2023 года, где Польша заняла 16-е место, Росяк забила 19 голов.

## Достижения
- Победитель Кубка Вызова ЕГФ 2018 года;
- Чемпион Словении 2022, 2023, 2024 годов;
- Обладатель Кубка Словении 2022 и 2023 годов.